# Бальтазар, Рамона
Рамона Бальтазар (нем. Ramona Balthasar; род. 9 января 1964, Форст), в замужестве Франц (нем. Franz) — немецкая гребчиха, выступавшая за сборную ГДР по академической гребле во второй половине 1980-х годов. Чемпионка летних Олимпийских игр в Сеуле, чемпионка мира, победительница многих регат национального и международного значения.

## Биография
Рамона Бальтазар родилась 9 января 1964 года в городе Форст, ГДР. Проходила подготовку в Потсдаме в спортивном клубе «Динамо», позже состояла в одноимённом клубе в Берлине.
Рассматривалась в качестве кандидата на участие в летних Олимпийских играх 1984 года в Лос-Анджелесе, однако ГДР вместе с несколькими другими странами социалистического лагеря бойкотировала эти Игры по политическим причинам.
Первого серьёзного успеха на взрослом международном уровне Бальтазар добилась в сезоне 1985 года, когда вошла в основной состав восточногерманской национальной сборной и побывала на чемпионате мира в Мехелене, откуда привезла награду золотого достоинства, выигранную в зачёте парных четвёрок.
Благодаря череде удачных выступлений удостоилась права защищать честь страны на Олимпийских играх 1988 года в Сеуле — в составе команды, куда также вошли гребчихи Аннегрет Штраух, Юдит Цайдлер, Катрин Хаккер, Уте Вильд, Аня Клуге, Беатрикс Шрёэр, Уте Штанге и рулевая Даниэла Нойнаст, заняла в женских восьмёрках первое место, завоевав тем самым золотую олимпийскую медаль.
После сеульской Олимпиады Рамона Бальтазар осталась в гребной команде ГДР и продолжила принимать участие в крупнейших международных регатах. Так, в 1989 году она завоевала серебряную медаль в восьмёрках на мировом первенстве в Бледе, уступив в финале сборной Румынии.
В 1990 году уже под фамилией мужа Франц выступала на чемпионате мира в Тасмании, где получила в восьмёрках бронзу, пропустив вперёд экипажи из Румынии и США.
За выдающиеся спортивные достижения дважды награждалась орденом «За заслуги перед Отечеством» в золоте (1986, 1988).